# 黨國體制
黨國體制，又稱以黨治國，简称黨國，是近現代中国历史上的政治學用語，用来形容一黨制政权下中國國民黨掌握絕對的政治權力，代表國家行使主權，並且全面控制國家機器，实现从中央到地方行政，党组织与政府的一体化，即「党政一体」的政黨制度。1928年起，中國國民黨以此體制长期垄断中華民國的执政权，包括國民政府、以及政府遷臺後的中華民國政府，至1990年代臺灣民主化後才結束。
黨國與憲政主義政體不盡相同，前者的主權較直屬於黨組織，甚至國家憲法亦清楚表明服務於黨組織，而後者較直屬於國民。在黨國體制下，國民若希望參政，得先成為黨員甚至幹部接受組織任命。「黨大於國」是常見現象，政黨領袖（黨總理、黨總裁、黨主席、總書記、第一書記）的地位和權力凌駕於國家元首（總統、國家主席）和政府首腦（總理、行政院院長、部長會議主席）之上；軍隊不是從屬於國家而是「黨軍」，以捍衛黨對國家的絕對統治。
此術語也被用於稱呼1949年由中国共产党建立的中华人民共和国。中华人民共和国基于马克思列宁主义的无产阶级专政理论统治国家，奉行黨領導一切，与中華民國大陸時期的“党国”体制类似，但也有差异。

## 缘起
中國國民黨的黨國體制起源于蘇聯一黨制，列寧在1917年十月革命領導布爾什維克奪取政權後，作為第一個共產主義的國家，列寧政府為掌握國家權力，把一切權力移于蘇維埃（議會），再由共產黨掌握最高蘇維埃（國會）和人民委員會（政府），列寧主義的无产阶级专政就此形成。
在蘇聯共產黨形成一黨制後，納粹黨在德國、法西斯黨在意大利也分別形成一黨制，成為20世紀前期以黨領政的指標國家。然而，「党国」一词多用于特指中华民国在国民党一党专政时期的政治形态，其他一党制国家则用“共产主义国家”、“法西斯独裁统治”等称呼描述。各类一党制国家之间的意识形态和执政方式也有巨大差别。
歷史上黨國多出現在戰間期，包括但不限於奉行納粹主義与法西斯主义的納粹德國、奉行法西斯主義的意大利王國、奉行軍國主義的大日本帝國以及以上國家所屬傀儡國亦大多為黨政一體的行政體制。而奉行三民主義的中華民國政府在1928年訓政時期開始時也曾經宣布實施黨國體制，之後雖於1947年頒布《憲法》（施行憲政），但因國家處於內戰狀態，國民大會遂於1948年正式通過《動員戡亂時期臨時條款》以限制憲法所保障的人民權利、擴大政府（總統）職權，因此中華民國直到1987年臺灣解嚴才廢除黨國體制。以及例如蘇聯等，由共產黨長期執政的社會主義共和國實行，今主要包括越南社會主義共和國、朝鮮民主主義人民共和國、中華人民共和國、古巴共和國、老撾人民民主共和國。此外，在非共產主義國家的阿拉伯敘利亞共和國（在1963－2012年间的叙利亚宪法中也自称社会主义国家）、南苏丹共和国、厄立特里亚国以及阿拉伯撒哈拉民主共和国等，或是一黨專大的威權國家等，也有類似體制出現。

## 中華民國的情況

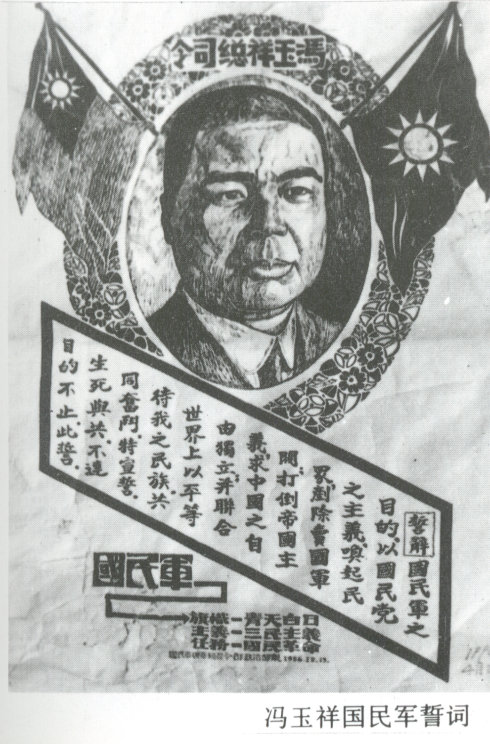
冯玉祥国民军誓词，以“国民党之主义”为原则

黨國體制在中國的出現，始於孫中山在當時中國從帝制走向共和後，面臨國家被軍閥勢力割據，所提出的政治統一與改革計劃。其主張先由中國國民黨代為行使政府統治權，訓練人民參政，再頒布《中華民國憲法》。在此之前，暫時以《中華民國訓政時期約法》做為國家最高法律。
辛亥革命成功後，1912年中華民國成立，北洋政府擁有政權，由於袁世凱政府主張中國應該要恢復帝制，才能使中國逐漸擺脫列強的干預，但民間議論紛起，曾經參與反清革命的孫中山等國民黨人發起二次革命，失敗後流亡海外，並將國民黨改組成以孫中山為領導核心的中華革命黨。1917年，孫中山發起護法運動，在廣州先後建立兩個護法政府。但長期受制於軍閥勢力的干涉，加上受蘇聯共產黨發動十月革命建立蘇聯的影響，使孫中山認為必須先以黨全面掌握政權，國家才能得以與建設，其著之《國民政府建國大綱》，便是落實此想法的路線圖。
1919年，中華革命黨改組為中國國民黨。1923年，孫中山決定與蘇聯共產黨合作，在聯俄容共的政策下，以蘇共模式改造國民黨。1924年召開中國國民黨第一次全國代表大會後，國民黨陸續成立黃埔軍校、國民革命軍以及國民政府，仿造蘇共的民主集中制施行「民主集權制」，實行「以黨代政」的政治體制。國民黨也依據《建國大綱》，將建設國家的程序分為軍政時期、訓政時期、憲政時期等3個階段，先以黨軍統一全國，再以黨機器統治國家、同時培養民眾實施民主之能力，最終在全國完成地方自治推後才實施憲政，將國家治權交還人民。
在國民黨一全大會上，孫中山說：
|  | 現尚有一事，可為我們模範。即俄國完全以黨治國，比英美法之政黨握權更進一步。我們現在並無國可治，只可說以黨建國，待國建好，再去治他。……我以為今日是一大紀念日，應重新組織，把黨放在國上。但此說初聽之甚駭人聽聞，其實現在我們何嘗有國，應該先由黨造出一個國來，以後再去愛之。 |

1925年，孫中山逝世，其領導地位由蔣中正接續。1926年，國民政府發動北伐戰爭，一鼓作氣將各地軍閥消滅或收編，最終在1928年統一中國，進而暫時建立一黨制的政治體制，此一黨體制於1946年中華民國國民大會選舉後結束。蔣中正对党与政府的關係定义得很清楚，他認为党和政府是密切連系的，同时也將党和政权的权責分得很明白：党沒有独立指揮的权力，必須借由政府施政，「党对於政府有輔導扶助之必要，我们能夠輔助政府，党才发生效力！」亦即政府由党的人組成，但党在政府內部沒有党組織，因此党一旦离開政权就难以成事，党对政府的控制力可說是当时所有政权最弱的；这点从他幾次的短暫下野即可看出，身兼执政党總裁卻沒有直接干預中央政府。
蔣中正在演講中对國民政府軍官兵提及：「國家的軍隊，只知服從中央政府的命令，只認帽徽領章。」觀點，軍隊服從中央政府而非黨中央；党最多能指揮政府。因此，在訓政时期，「党」和「政府」的關係应該是紧密連結、相互依託，党是不能架空或无視政府的，而必須擁護政府协助施政，「凡事於政府有利，於黨也有利，於政府有害，於黨也有害，政府失敗，黨也失敗」，和中共一個機構兩塊牌子天差地別。
國民政府在1947年改組為行憲之中華民國政府，經過1947年的國民大會代表選舉後，由國民黨執政，原有的黨國體制隨著中華民國憲法的頒布及民主選舉的開始已經開始準備過度到民主憲政時期，然而由於中華民國政府因第二次国共内战失利撤退台灣，國民黨以「動員戡亂」的名義長期維持戰時體制，并在台湾长期实施白色恐怖的政策，使得這個黨國體制又繼續延續。
時任總統兼中國國民黨主席蔣經國，宣布廢除中華民國的黨禁與與解除臺灣省戒嚴令是黨國體制走入歷史的開始，之後主政的李登輝繼續推行一系列的民主改革，在2000年中華民國總統選舉後首次政黨輪替由民主進步黨執政，之後中華民國邁入由國民黨及民進黨為主的兩黨制體制。
2016年起，蔡英文政府持續推動黨產條例、國家人權博物館組織法、促轉條例、政治檔案條例、威權時期國家不法權利回復條例等轉型正義工程，持續修復黨國體制造成的傷害。

## 相關書目
- 陳師孟、林忠正、朱敬一、張清溪、施俊吉、劉錦添，《解構黨國資本主義》，1997年第五版，翰蘆出版，ISBN 957-97010-4-0。
- 潘小濤，《國情2》黨國體制，2011年12月第三版，商業電台制作，經投資有限公司（圓桌文化）出版，春華發行代理有限公司發行，ISBN 978-988-8122-16-5。